# Копер (палебійна установка)

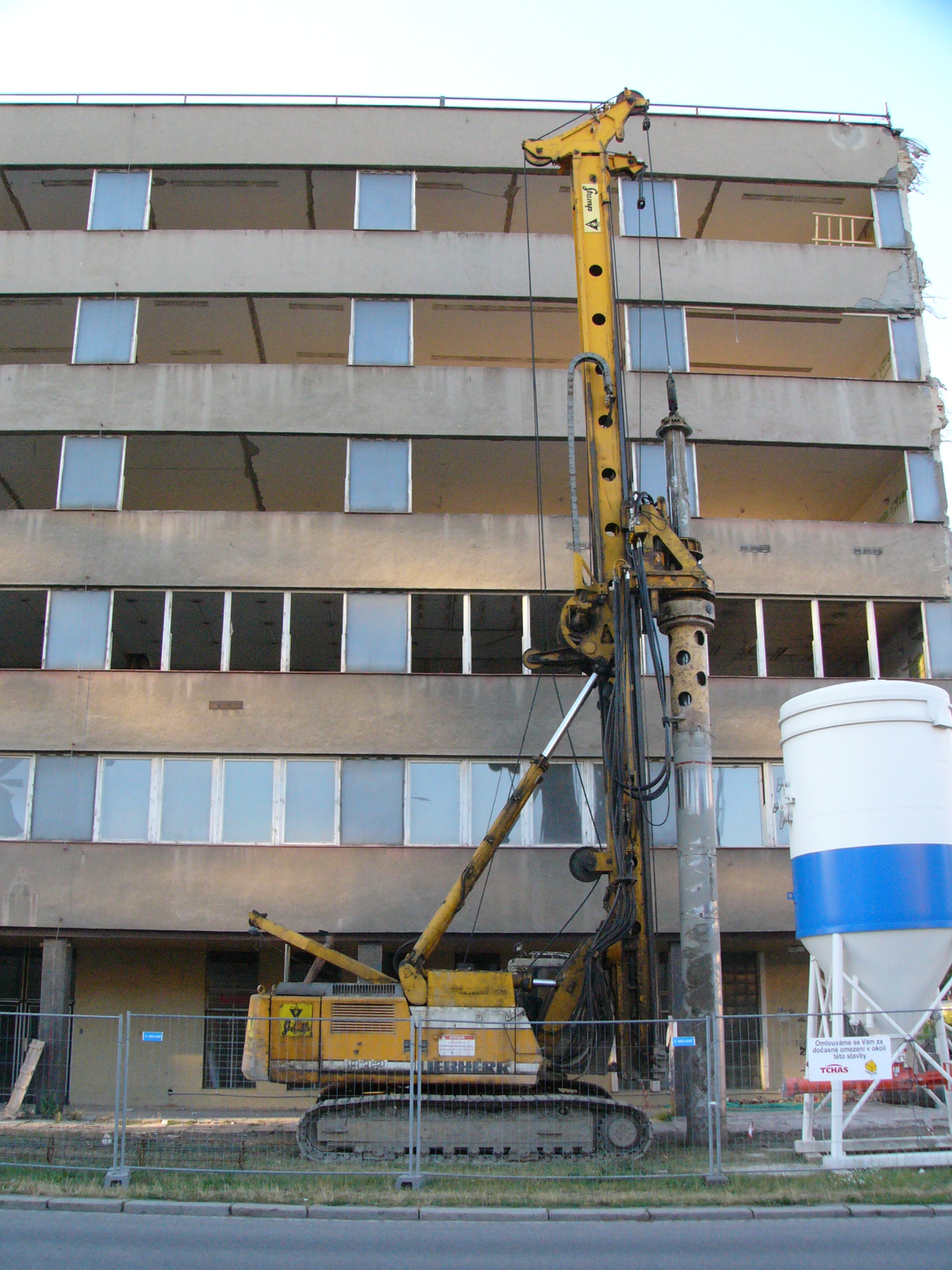
Копер

Копе́р (через рос. копёр від нім. Käpier, що походить від лат. caper — «козел») — установка, якою підтримують і направляють палебійне устаткування, палі.
Забивання в наші дні здійснюється дизель-молотом або гідравлічним молотом, пристроєм для занурення паль у землю ударним способом, існують також інші типи молотів застарілої конструкції. Сам копер палі не забиває (якщо на ньому не встановлено молот).

## Опис
Слово копер часто використовується як синонім терміна «копрова установка». Копри розрізняють баштові і шатрові. Баштові відрізняються від шатрових тим, що вся інфраструктура, включаючи підйомну машину, встановлена в копрі, що дозволяє зменшити кількість перегинів на тросах підйомних машин і збільшити глибину спуску.
Якщо копер є комбінованим і здійснює не тільки установку, а й занурення палі, занурення здійснюється частіше вібраційним, а не ударним методом, хоча копрові установки з молотами теж дуже поширені. Копрова установка являє собою мобільну установку на гусеничній чи колісній базі зі стрілою або щоглою для підйому паль. Часто її функцію виконує звичайний стріловий кран на гусеничному ходу.